# Little Bear Lake
Little Bear Lake är en sjö i Kanada.   Den ligger i provinsen Saskatchewan, i den centrala delen av landet, 2 300 km väster om huvudstaden Ottawa. Little Bear Lake ligger 633 meter över havet.
I omgivningarna runt Little Bear Lake växer i huvudsak barrskog. Trakten runt Little Bear Lake är nära nog obefolkad, med mindre än två invånare per kvadratkilometer.